# Country pop
 (septembre 2024).
Si vous disposez d'ouvrages ou d'articles de référence ou si vous connaissez des sites web de qualité traitant du thème abordé ici, merci de compléter l'article en donnant les références utiles à sa vérifiabilité et en les liant à la section « Notes et références ».
Genres dérivés
Bro-country, cowboy pop
La country pop est un genre de musique country apparu aux États-Unis dans les années 1960 puis connaît un très grand succès à partir des années 1990. Ce sous-genre de la musique country est très proche du Nashville sound, un son country plus urbain que la country traditionnelle plus rurale. Parmi les artistes de country pop les plus notables se trouvent Glen Campbell, Dolly Parton, Kenny Rogers, Shania Twain et Taylor Swift,.

## Histoire
Les premiers artistes à représenter ce courant furent Glen Campbell, John Denver, Olivia Newton-John et Anne Murray, qui commencèrent à jongler des charts country aux charts Pop - Top 40 - ce qui était le but recherché : attirer le plus grand nombre vers une country-music plus commerciale, avec toujours le souci de ne pas sonner trop pop pour ne pas attirer les foudres du public traditionnel. Dans les années 1970, Dolly Parton rencontre un grand succès. Les années 1980 virent s'installer Alabama, Eddie Rabbitt (en) et Ronnie Milsap, qui commencèrent tous leur carrière avec des succès « crossover ».
Ce style a explosé dans les années 1990, principalement grâce à Garth Brooks et Shania Twain. Fini les clichés du cow boy gémissant à longueur de chanson : le country-boy est un jeune homme chapeauté ou non, chemise ou T-shirt impeccable, jean Wrangler, bottes aux pieds, urbain ou campagnard, reflet d'une Amérique dynamique, apportant un sang neuf à la musique populaire.
Les années 2000 furent prolifiques dans le genre Country pop, notamment grâce à des remixes des albums US pour le public européen (sans violon, pedal-steel ou twang-guitar) ce qui engendra les succès internationaux de LeAnn Rimes mais aussi de Faith Hill ; puis à partir des années 2005 et 2006 de Keith Urban et Carrie Underwood. De nombreuses stars de la scène country puisent d'ailleurs encore dans ce style pour en sortir des hits calibrés pour les radios US : Kenny Chesney, Tim McGraw, et Gary Allan. La toute jeune Taylor Swift s'imposa quant à elle en 2006, avec une consécration dans le domaine en 2009 avec son album Fearless ; puis vint le groupe Lady Antebellum qui grâce à son tube Need You Now popularise un genre nouveau pour le public européen.
S'inspirant de ce style musical, une station de radio porte aussi le nom « country pop ». Il s'agit d'ailleurs de la première station de radio francophone en Amérique du Nord à consacrer sa programmation à ce style musical.

## Caractéristiques
La country pop mélange la musique country traditionnelle avec les techniques de production de la pop mainstream. Le style se caractérise par une instrumentation centrée autour des guitares acoustiques, mêlées à la guitare électrique et au clavier. Les chansons portent souvent sur des thèmes personnels, les relations amoureuses ou la vie au quotidien. Les mélodies se veulent accrocheuses, pour que les paroles soient facilement reprises en chœur par le public.

## Artistes et groupes
Ils comprennent notamment :
- Anne Murray
- Barbara Mandrell
- The Bellamy Brothers
- Billy Ray Cyrus
- Brooks and Dunn
- Carrie Underwood
- Chips
- Crystal Gayle
- Dan Seals
- Dolly Parton
- Donna Fargo
- Dottie West
- Exile
- Glen Campbell
- Janie Fricke
- Jennette McCurdy
- Jessica Simpson
- John Conlee
- John Denver
- Johnny Lee
- Juice Newton
- Julianne Hough
- Keith Urban
- Kellie Pickler
- Kenny Rogers
- Kikki Danielsson
- Lady Antebellum
- Larry Gatlin
- LeAnn Rimes
- Lynn Anderson
- Mac Davis
- Marie Osmond
- Mickey Gilley
- Miley Cyrus
- Olivia Newton-John
- Rascal Flatts
- Restless Heart
- Ronnie Milsap
- Sara Evans
- Shania Twain
- Sugarland
- Tanya Tucker
- Taylor Swift